# Наномедицина
Наномедицина — медицинское применение нанотехнологий и связанных с ними исследованиями.
Наномедицина в основном применяется в трёх областях медицины: нанодиагностике, нанотерапии (целевой доставке лекарств) и регенеративной медицине.

## История наномедицины
Определение наномедицины сформулировал аналитик института IMM Роберт Фрайтас, согласно ему «наномедицина — это слежение, исправление, конструирование и контроль над биологическими системами человека на молекулярном уровне с использованием искусственных наночастиц и наноустройств».
Фактически наномедицина берет своё начало с использования коллоидного золота в древние времена. Самые первые упоминания об исследованиях на уровне атомов встречаются в работах Исаака Ньютона, который допускал что в будущем микроскопы позволят наблюдать «тайны корпускул». Но современными пионерами в области наномедицины стали лауреаты Нобелевской премии 1908 года Мечников и Эрлих за их работы по фагоцитозу и клеточно-специфической диагностике и терапии.
История развития наномедицины тесно связана с развитием нанотехнологии. В начале XX века с созданием сканирующего электронного микроскопа открылась возможность практического исследования структур на наноуровне. В 1959 году Ричард Фейнман в лекции «Внизу полным-полно места» предложил концепцию атомарной сборки, предсказав возможность манипуляции отдельными атомами для создания наноустройств, заложив теоретическую основу нанотехнологий.
Позже одним из важных достижений в этой области стало открытие в 1960-х годах липосом Алеком Бэнгхэмом. Их способность инкапсулировать активные вещества значительно улучшила целевую доставку лекарств, что стало основой для дальнейших исследований в области терапии генетических заболеваний и рака.
В 1974 году японским ученым Норио Танигучи впервые было введен сам термин «нанотехнология». В том же году начались первые разработки в области биомолекулярной электроники, ученые Ари Авирам и Марк Ратнер предложили в качестве элементарной базы электронных устройств использовать отдельные молекулы. На базе этих разработок уже созданы молекулярные нанопровода на основе ДНК.
Наномедицина стремится предоставить значительный набор исследовательских инструментов и клинически полезных устройств в ближайшем будущем. Национальная нанотехнологическая инициатива ожидает новые коммерческие применения в фармацевтической индустрии, которые могут включать продвинутые системы доставки лекарств, новые формы терапии и получение изображений in vivo. Нейроэлектронные интерфейсы и другие наноэлектронные сенсоры — это другая активная цель для исследований.
В 1986 году американский физик Эрик Дрекслер в своей книге «Машины созидания» описал основные методы лечения и диагностики на основе нанотехнологий, и представил концепцию создания специальных медицинских нанороботов — «молекулярных машин» для ремонта клеток. Медицинские нанороботы должны уметь диагностировать болезни, циркулируя в кровеносных и лимфатических системах человека и перемещаясь во внутренних органах, доставлять лекарства к поражённой области и даже проводить хирургические операции. Дрекслер также предположил, что медицинские нанороботы предоставят возможность оживления людей, замороженных методами крионики.
В 1988 году канадский математик А. К. Дьюдни представил концепцию наноробота для чистки кровеносных сосудов. 
Важным этапом было появление тесно связанной с нанотехнологиями супрамолекулярной химии, предоставляющей фундаментальные принципы и инструменты для создания критически важных в медицине функциональных наноструктур. 
В 1997 была основана первая компания в области молекулярных нанотехнологий - Zyvex. 
Уже в 2004 году наномедицина была крупной отраслью, в которой продажи достигли $6,8 млрд.. Объём мирового рынка наномедицины в 2016 году оценивался уже $138,8 млрд., по прогнозам в 2024 году объём рынка достигнет $334 млрд.  

## Медицинское использование наноматериалов
Две формы наномедицины уже протестированы на мышах и ожидают испытаний на людях. Это использование золотых нанокапсул, которые помогают диагностировать и лечить рак, и использование липосом как вспомогательного средства для вакцин в качестве транспорта для лекарств. Аналогично, избавление от токсичности лекарств — это другое применение наномедицины, которое показало многообещающие результаты на крысах. Польза от использования наноразмеров в медицинских технологиях состоит в том, что меньшие устройства менее инвазивны, и их можно имплантировать внутрь тела, кроме того значительно меньше времени занимают биохимические реакции. Эти устройства быстрее и чувствительнее, чем типичные средства доставки лекарств. Продвижения в липидной нанотехнологии также используются в инженерии медицинских наноустройств и новых систем доставки лекарств, и в разработке медицинских сенсоров..

### Доставка лекарств
Нанотехнология обеспечила возможность доставки лекарств к определённым клеткам с помощью наночастиц. Общий объём потребления лекарства и побочные эффекты могут быть значительно снижены с помощью размещения активного агента только в больном регионе, и в дозе не большей, чем требуется. Этот выборочный метод может снизить стоимость лечения и страдания людей. В качестве примера можно привести дендримеры и нанопористые материалы. Другой пример — это использование ко-полимеров, которые формируют мицеллы для инкапсуляции лекарств. Они могут хранить маленькие молекулы лекарств и транспортировать их к желаемому месту. Другое видение проблемы базируется на маленьких электромеханических системах; наноэлектромеханические системы исследуются для активного высвобождения лекарств. Потенциально важные применения включают лечение рака с помощью наночастиц железа или золотых капсул. Целенаправленная или персонализированная медицина предназначена для уменьшения потребления лекарств и стоимости лечения, что в результате даёт общественную пользу, снижая затраты на здравоохранение.
Наномедицинские подходы к доставке лекарств основываются на разработке наночастиц или молекул, улучшающих биодоступность лекарств. Биодоступность означает наличие молекул лекарства там, где они нужны внутри тела и там, где они действуют лучше всего. Доставка лекарств фокусируется на максимизации биодоступности в специфических местах тела, а также в течение определённого периода времени. Это потенциально может быть достигнуто молекулярным нацеливанием наноинженерными устройствами. Это всё предполагает нацеливание на молекулы и доставку лекарств с точностью до клетки. Получение изображений in vivo — ещё одна область, для которой разрабатываются инструменты и устройства. С использованием наночастиц как контрастных агентов, изображения, получаемые, например, ультразвуком и МРТ, имеют желаемое распределение и улучшенную контрастность. Новые методы, связанные с разрабатываемыми наноинженерными материалами, могут быть эффективны в лечении болезней, таких как рак. То, что наноисследователи могут достичь в будущем, пока находится за пределами воображения. Могут появиться самособирающиеся биосовместимые наноустройства, которые будут обнаруживать, оценивать, лечить и сообщать результат врачу автоматически.
Системы доставки лекарств, липидные или полимерные наночастицы могут быть разработаны для улучшения фармакологических и терапевтических свойств лекарств. Сила систем доставки лекарств заключается в их возможности менять фармакокинетику и биораспределение лекарства. Тем не менее, фармакокинетика и фармакодинамика наномедицины сильно различается для разных пациентов. Разработанные для обхода механизмов защиты организма, наночастицы имеют хорошие свойства, которые могут улучшить доставку лекарств. Там, где большие частицы могут удаляться из тела, клетки принимают наночастицы из-за их размера. Разрабатываются сложные механизмы доставки лекарств, включая возможности доставлять лекарства сквозь клеточную мембрану в цитоплазму. Эффективность важна, поскольку многие заболевания зависят от процессов в клетке и могут быть остановлены только лекарствами, проникающими в клетку. Стимулированный ответ — это одна из возможностей более эффективно использовать молекулы лекарств. Лекарства помещаются в тело и активируются только по специфическому сигналу. Например, лекарство с плохой растворимостью будет замещено системой доставки лекарств, в которой присутствуют гидрофильные и гидрофобные компоненты, что улучшает растворимость. Также лекарство может вызывать повреждение тканей, но с помощью системы доставки регулируемый выпуск лекарства может решить проблему. Если лекарство слишком быстро удаляется из тела, это может требовать от пациента принимать большие дозы, но с системой доставки лекарства удаление может быть уменьшено с помощью смены фармакокинетики лекарства. Плохое биораспределение — это проблема, которая может затронуть нормальные ткани из-за распределения лекарства по всему организму, но аэрозоли систем доставки лекарств могут уменьшить распределение и снизить воздействие на нецелевые ткани. Потенциальные нанолекарства будут работать по очень специфическим и хорошо понятным механизмам; одним из главных направлений нанотехнологии и нанонауки будет разработка совершенно новых лекарств с более полезным поведением и меньшими побочными эффектами.
Наночастицы — это многообещающие инструменты для продвинутой доставки лекарств, медицинской съёмки и для использования в качестве диагностических сенсоров. Тем не менее, биораспределение этих наночастиц всё ещё несовершенно из-за сложных реакций тела на нано- и микроразмерные материалы и сложности нацеливания на специфические органы тела. Всё же, много работы ещё предстоит сделать, чтобы оптимизировать и лучше понять потенциал и ограничения систем наночастиц. Например, текущее исследование выделительных систем мыши показало возможности золотых композитов выборочно воздействовать на определённые органы в зависимости от их размера и заряда. Эти композиты инкапсулированы в дендример и подогнаны под специфический заряд и размер. Положительно заряженные золотые наночастицы попадали в почки, а отрицательно заряженные — в печень и селезёнку. Утверждается, что положительный заряд наночастиц уменьшает частоту опсонизации наночастиц в печени, что воздействует на выделительный путь. Даже частицы относительного размера порядка 5 нм, хотя, эти частицы могут осесть в периферийных тканях, и следовательно будут накапливаться в теле с течением времени. Когда дальнейшие исследования докажут, что нацеливание и распределение могут быть улучшены наночастицами, опасности нанотоксичности станут важным шагом к дальнейшему пониманию их медицинского использования.

#### Применения и известные научные исследования
- Абраксан[англ.], утверждённый FDA для лечения рака груди и рака лёгких[35], — это наночастица альбумина, связанная с паклитакселом.
- Доксил[англ.] был изначально одобрен FDA для использования на связанной с ВИЧ с саркомой Капоши. Сейчас он также используется для лечения рака яичников и многих миелом. Лекарство заключено в липосомах, что помогает продлить жизнь распределяемого лекарства. Липосомы — самособирающиеся сферические закрытые коллоидальные структуры, состоящие из двойных липидных слоёв, которые окружает жидкость. Липосомы также улучшают функциональность и помогают уменьшить ущерб, который лекарство наносит сердечным мышцам[36].
- В исследованиях мышей учёные из Университета Райса и из онкологического центра Андерсона Техасского Университета сообщили об улучшении эффективности и снижении токсичности существующего лечения рака головы и шеи, когда использовали наночастицы для доставки лекарства. Гидрофильные углеродные кластеры, соединённые с полиэтиленгликолем или PEG-HCC, были смешаны с химиотерапевтическим лекарством паклитакселом (Таксолом) и нацеленным на рецептор эпидермального фактора роста цетуксимабом, и введены внутривенно. Они обнаружили, что опухоли были более эффективно уничтожены радиацией, а здоровые ткани получили меньший токсичный эффект, чем без нанотехнологической доставки лекарства. Стандартное лекарство содержит Kolliphor EL[англ.], который позволяет гидрофобному паклитакселу доставляться внутривенно. Замена токсичного Kolliphor углеродными наночастицами ликвидирует его побочный эффект и улучшает нацеливание лекарства, в результате требуется меньшая доза токсичного паклитаксела.[37]
- Исследователи из Университета Кейс Вестерн резерв сообщили об использовании цепочки наночастиц для доставки доксорубицина к клеткам рака груди в исследовании на мышах. Три магнитных наносферы с оксидом железа[уточнить] были химически связаны с одной заряженной доксорубицином липосомой и сформировали 100-нанометровую цепочку наночастиц. Когда наночастицы проникли в опухоль, было сгенерировано радиочастотное поле, которое заставило наночастицы вибрировать и разрывать липосомы, высвобождая лекарство в свободной форме внутри опухоли. Результат показал, что нанолечение было более эффективным в остановке роста опухоли, чем стандартное лечение доксорубицином. Это было также менее вредоносно для здоровых клеток, так как использовалось только 5-10 % от стандартной дозы доксорубицина.[38][39]
- Наночастицы, сделанные из полиэтиленгликоля (PEG), несущие заряды антибиотиков внутри себя, могут быстро заряжаться, что позволяет им нацеливаться на бактериальную инфекцию более точно внутри тела, как сообщила группа исследователей из Массачусетского технологического института. Наночастицы, содержащие суб-слой pH-чувствительных цепочек из аминокислоты гистидина, несут небольшой отрицательный заряд, когда циркулируют в потоке крови, и могут избегать обнаружения и уничтожения иммунной системой. Когда они замечают очаг заражения, частицы получают небольшой положительный заряд, спровоцированный небольшой кислотной средой в очаге заражения, что позволяет им приклеиваться к отрицательно заряженным стенкам клеток бактерий и высвобождать антибиотики в локально высокой концентрации. Эта система нанодоставки может потенциально уничтожить бактерию, даже если она выработала сопротивление к антибиотикам, благодаря высокой направленной дозе и длительному воздействию лекарства. Хотя предстоит ещё много работы, исследователи верят, что это ведёт к новому направлению использования нанотехнологии для лечения инфекционных заболеваний[40][41].
- Используя бионическую стратегию, исследователи из Гарвардского университета продемонстрировали на модели мыши, что покрытые лекарствами наночастицы могут растворять сгустки крови, выборочно прикрепляясь к узким местам в сосудах, — так же, как делают тромбоциты[42]. Агрегаты биоразлагаемых наночастиц, покрытые тканевым активатором плазминогена (tPA), каждый размером примерно с тромбоцит, были введены внутривенно. В месте сужения сосуда, поперечная сила расщепляет агрегаты и высвобождает покрытые tPA наночастицы, которые прикрепляются и деградируют сгустки крови. С помощью точного нацеливания и концентрации лекарства в месте закупорки удалось использовать дозу в 50 раз меньше нормальной. Нанотерапия существенно снижает сильные побочные эффекты в виде кровотечений, которые обычно обнаруживаются у стандартных видов лечения тромбозов[42].
- Наночастицы в виде РНК X-формы, способные нести четыре функциональных модуля, были созданы исследователями из Университета Кентукки. Эти молекулы РНК химически и термодинамически стабильны и способны оставаться неизменными в теле мыши в течение более 8 часов и сопротивляться деградации рибонуклеазой в потоке крови. Когда к четырём рукам этой молекулы присоединена комбинация различных активных агентов, например, малая интерферирующая РНК (для приглушения генов), микроРНК (для регуляции экспрессии генов), аптамер (для направления на цель) и рибозим (как катализатор), РНК X-формы может выполнять терапевтические и диагностические функции, регулируя экспрессию генов и функционирование клеток, и присоединяясь к раковым клеткам с точностью, улучшенной её поливалентной природой и синергичными эффектами дизайна[43][44].
- Ранняя фаза клинических испытаний платформы наночастиц «Миниклетка» для доставки лекарств была протестирована на пациентах с прогрессирующим и неизлечимым раком. Сделанные из мембран мутантных бактерий, миниклетки были заряжены паклитакселом и обёрнуты цетуксимабом — антителами, которые прикрепляются к рецептору эпидермального фактора роста (EGFR), который часто чрезмерно экспрессируется в раковых клетках; это служит устройством нацеливания на клетки опухоли. Клетки опухоли распознают бактерию, из которой были взяты миниклетки, считают её вторгающимся микроорганизмом и поглощают её. Когда миниклетка оказывается внутри, заряд противораковых лекарств убивает клетки опухоли. Миниклетка имеет размер 400 нм и больше, чем синтетические частицы, разработанные для доставки лекарств. Исследователи отметили, что большой размер даёт миниклеткам лучшие характеристики в плане побочных эффектов, поскольку миниклетки в основном просачиваются наружу из пористых кровеносных сосудов вокруг клеток опухоли и не достигают печени, пищеварительной системы и кожи. Эта фаза 1 клинических испытаний продемонстрировала, что лечение хорошо оценивается пациентами. Как платформенная технология, миниклеточная система доставки лекарств может быть использована для лечения множества различных видов рака разными противораковыми лекарствами в малых дозах и с меньшими побочными эффектами[45][46].
- Исследователи в исследовательском институте Методистского госпиталя в Хьюстоне создали «Лейкоподобные векторы» или LLV. LLV — это лекарствопереносящие кремниевые наночастицы, обёрнутые в липопротеин, снятый с мембран белых кровяных клеток, лейкоцитов. Обёрнутые наночастицы вели себя как лейкоциты и были способны избегать иммунной системы тела и гораздо дольше выживать in vivo, когда изучались на мышах. Учёные отметили, что LLV способен победить большое препятствие для наномедицинской доставки, обходя системы очистки в потоке крови, пересекая биологические барьеры и локализуясь на тканях цели благодаря лейкоцитоподобным компонентам. Ожидается, что в будущем синтетические мембраны заменят собранные с белых кровяных телец из-за ограниченности источников лейкоцитов[47][48].

### Доставка протеинов и пептидов
Протеины и пептиды производят множество биологических действий в теле человека, и они выглядят многообещающе для лечения различных заболеваний и расстройств. Эти макромолекулы называются биофармацевтиками. Целенаправленная или контролируемая доставка этих биофармацевтиков с использованием наноматериалов, таких как наночастицы и дендримеры, — это новая область, названная нанобиофармацевтикой, а эти продукты названы нанобиофармацевтиками.

#### Применения и известные научные исследования
Было обнаружено, что наночастицы, доставляющие миелиновые антигены, индуцируют иммунную толерантность в модели мышей с рецидивным рассеянным склерозом. Биоразлагаемые полистироловые микрочастицы, покрытые пептидами миелиновой оболочки, сбрасывали иммунную систему мыши и предотвращали болезнь от повторения или снижали симптомы, останавливая атаку иммунной системы на защитную миелиновую оболочку, покрывающую нервные волокна центральной нервной системы. Команда исследователей из Северо-Западного университета отметила, что этот метод лечения может быть применим и к другим аутоиммунным заболеваниям.
Исследователи из Калифорнийского университета в Лос-Анджелесе разработали систему наночастиц с водорастворимой оболочкой, заключённую в протеин, извлечённый из вируса анемии птиц, апоптин. Апоптин выборочно отправляет сигнал самоуничтожения клеткам опухоли и запускает запрограммированную клеточную смерть (апоптоз), когда встраивается в ядро, при этом оставляет здоровые клетки неповреждёнными. В модели на мышах для человеческого рака груди лечение значительно замедлило рост опухоли. Эта новая форма лечения схожа с химиотерапией и генной терапией без риска повреждения здоровых клеток, что часто бывает при химиотерапии, и без вероятности генетических мутаций, что часто бывает при генной терапии.

### Рак

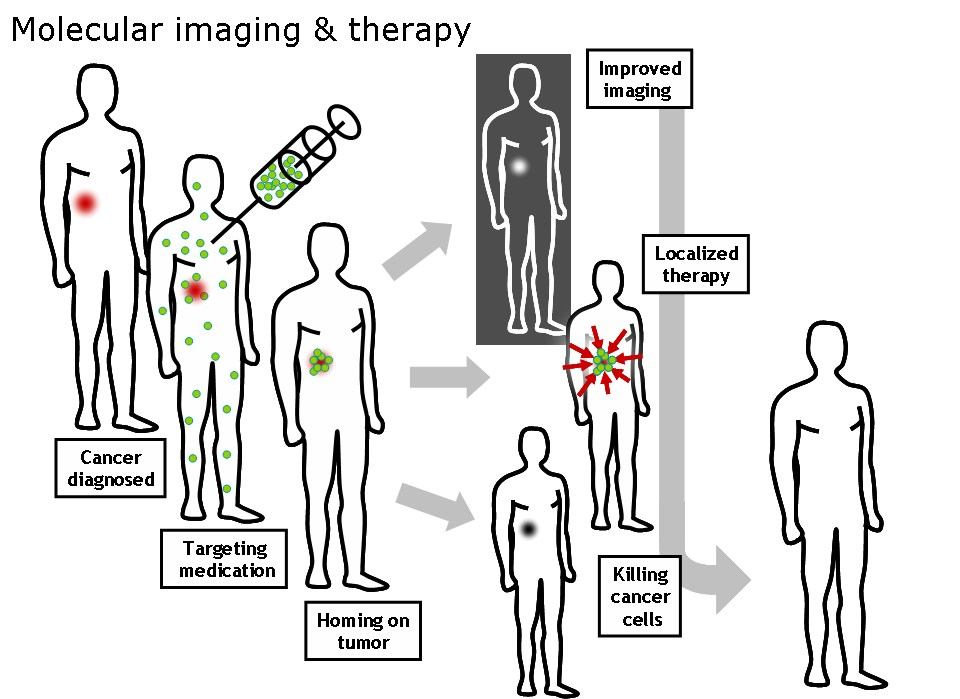
Схематическая иллюстрация показывает, как наночастицы и другие противораковые лекарства могут быть использованы для лечения рака.

Малый размер наночастиц наделяет их свойствами, которые могут быть очень полезными в онкологии, в особенности в получении снимков. Квантовые точки (наночастицы с квантово ограниченными свойствами, такими как настраиваемым по размеру световым излучением), когда используются вместе с МРТ (магнитно-резонансной томографией), могут производить отличные снимки в местах опухоли. Эти наночастицы значительно ярче, чем органические краски и требуют только одного источника света для активизации. Это означает, что использование флуоресцентных квантовых точек может произвести более контрастное изображение за меньшую стоимость, чем нынешние органические красители, используемые как контрастные вещества. Тем не менее, обратная сторона заключается в том, что квантовые точки обычно сделаны из довольно токсичных элементов.
Другое наносвойство, большое отношение площади поверхности к объёму, позволяет многим функциональным группам присоединяться к наночастице, что позволяет искать и присоединяться к определённым клеткам опухолей. Вдобавок, малый размер наночастиц (от 10 до 100 нанометров) позволяет им преимущественно скапливаться в местах опухолей (поскольку в опухоли есть нехватка эффективной лимфатической дренажной системы). Отличный вопрос для исследования — как сделать эти наночастицы, используемые для съёмок, полезнее в лечении рака. Для примера, возможно ли изготовить многофункциональные наночастицы, которые будут обнаруживать, снимать, а затем и лечить опухоль? Этот вопрос активно исследуется, ответ может обозначить будущее в лечении рака. Многообещающий новый способ лечения рака, который может однажды заменить радиацию и химиотерапию, приближается к клиническим испытаниям на людях. Терапия Kanzius RF присоединяет микроскопические наночастицы к раковым клеткам и затем «изжаривает» опухоли внутри тела с помощью радиоволн, которые нагревают только наночастицы и близлежащие (раковые) клетки.
Сенсорные тестовые чипы, содержащие тысячи нанопроводов, способны обнаруживать протеины и другие биомаркеры, оставленные раковыми клетками, могут позволить обнаруживать и диагностировать рак на ранних стадиях и потребует лишь нескольких капель крови пациента.
Основные доводы в пользу использования доставки лекарств основаны на трёх фактах: 1) эффективная инкапсуляция лекарств, 2) успешная доставка упомянутых лекарств к целевому региону тела, и 3) успешный выпуск лекарств там.
Исследователи из университета Райса под руководством проф. Дженнифера Веста, продемонстрировали использование нанооболочек диаметром 120 нм, покрытых золотом, для уничтожения раковых опухолей в мышах. Наночастицы могут быть нацелены на связывание с раковыми клетками при помощи соединения антител или пептидов с поверхностью нанооболочки. С помощью облучения зоны опухоли инфракрасным лазером, который проходит через плоть, не нагревая её, золото нагревается достаточно для смерти раковых клеток.
Наночастицы селенида кадмия (квантовые точки) светятся при облучении ультрафиолетовым светом. Когда введены, они проникают внутрь раковых опухолей. Хирург может видеть светящуюся опухоль и использовать это как подсказку для более аккуратного удаления опухоли.
В фотодинамической терапии частица помещается внутрь тела и освещается светом, идущим снаружи. Свет поглощается частицей, и если частица металлическая, свет нагреет частицу и окружающую ткань. Свет также может использоваться для производства высокоэнергетических молекул кислорода, которые будут химически реагировать и уничтожать большинство органических молекул рядом с ними (например, опухоль). Терапия является привлекательной по многим причинам. Она не оставляет «токсического следа» реагирующих молекул по всему телу (как при химиотерапии), поскольку сосредоточена только там, где есть свет и есть частицы. Фотодинамическая терапия имеет потенциал неинвазивной процедуры для лечения заболеваний, выростов и опухолей.

### Хирургия
В университете Райса продемонстрировали использование сварочного аппарата для плоти, чтобы сплавить два куска мяса курицы в один кусок. Два куска мяса расположили в упор друг к другу. Зелёная жидкость, содержащая покрытые золотом нанооболочки, была налита вдоль шва. Инфракрасный лазер прошёл вдоль шва и сварил две стороны вместе. Эта технология может решить сложности и утечки крови, которые возникают, когда хирург пытается зашить артерии, которые были разрезаны во время трансплантации почки или сердца. Сварочный аппарат для плоти может идеально заваривать артерии.

### Визуализация
Отслеживание перемещений может помочь установить, как хорошо лекарства распределяются, и как идёт метаболизм. Сложно отследить маленькую группу клеток внутри тела, поэтому учёные обычно добавляют в клетки красители. Эти красители должны активироваться под действием света с определённой длиной волны. Пока красители разных цветов поглощали разные частоты света, требовалось много источников света в клетках. Способ обойти эту проблему — люминесцентные метки. Эти метки — это квантовые точки, соединённые с протеинами, которые могут проникать через мембраны клеток. Эти точки могут быть случайного размера, могут быть сделаны из биоинертного материала, и могут демонстрировать наноразмерное свойство, что цвет зависит от размера. Как результат, размеры выбираются так, что световая частота заставляет группу квантовых точек светиться, а другую группу — накалиться добела. Обе группы могут быть освещены одним источником света. Также был найден путь вставки наночастиц в определённые места тела, таким образом, чтобы свечение подсвечивало опухоль или сжатие, или проблему с органом.

### Тканевая инженерия
Нанотехнология может помочь восстановить повреждённую ткань. Тканевая инженерия использует искусственно стимулированную пролиферацию клеток с использованием подходящих сделанных из наноматериалов опор и ростовых факторов. Как пример, кости могут быть выращены заново на опорах из углеродных нанотрубок.
Тканевая инженерия может заменить сегодняшние обычные способы лечения, такие, как трансплантация органов или искусственные имплантаты. Продвинутые формы тканевой инженерии могут привести к продлению жизни. Также из нанокристаллов фосфата кальция делаются искусственные костные композиты.

### Устойчивость к антибиотикам
Наночастицы могут использоваться при комбинированной терапии для снижения устойчивости к антибиотикам. Было показано, что наночастицы из оксида цинка могут уменьшить устойчивость к антибиотикам и улучшить антибактериальную активность Ципрофлоксацина против микроорганизма in vitro. Наночастицы могут взаимодействовать с различными протеинами, которые участвуют в сопротивлении антибиотикам или в фармакологических механизмах лекарств.

### Иммунный ответ
Фуллерены исследовались на свойство прерывать аллергическую/иммунную реакцию, не давая мастоцитам (которые вызывают аллергическую реакцию) выбрасывать гистамины в кровь и ткани, связываясь со свободными радикалами значительно лучше, чем любой из доступных сейчас антиоксидантов, включая витамин E.

### Артроскоп
Нанотехнология помогает продвинуть использование артроскопов, которые представляют собой устройства размером с карандаш и используются в хирургии со светом и камерами, что позволяет хирургам делать операции с меньшими разрезами. Чем меньше разрезы, тем быстрее лечение, что лучше для пациентов. Это также помогает найти способ сделать артроскоп меньше, чем прядь волос.

## Диагностические и медицинские устройства
- Нанотехнология на чипе — это ещё одно измерение технологии «лаборатория на чипе». Магнитные наночастицы, привязанные к подходящему антителу, используются для пометки специфических молекул, структур или микроорганизмов. Золотые наночастицы, помеченные короткими сегментами ДНК, могут быть использованы для обнаружения генетической последовательности образца. Многоцветное оптическое кодирование для биологических образцов было достигнуто встраиванием квантовых точек различного размера в полимерные микробусы. Нанопорная технология для анализа нуклеиновых кислот конвертирует последовательности нуклеотидов напрямую в электронные сигнатуры.
- Нанотехнология также открывает новые возможности в имплантируемых системах доставки, которые обычно более предпочтительны, чем использование вводимых лекарств, поскольку последнее часто демонстрирует кинетику первого порядка (концентрация в крови растёт быстро, но экспоненциально убывает с течением времени). Этот быстрый рост может вызывать проблемы с токсичностью, и эффективность лекарства может снижаться, когда концентрация падает за пределы требуемого диапазона.

## Нейро-электронные интерфейсы
Нейро-электронные интерфейсы — это воображаемая цель, связанная с конструированием наноустройств, которые позволят компьютерам присоединяться к нервной системе. Идея требует построения молекулярной структуры, которая позволит управлять нервными импульсами и детектировать их на внешнем компьютере. Компьютеры будут способны интерпретировать, регистрировать и отвечать на сигналы, которые тело выдаёт, когда испытывает ощущения. Спрос на такие структуры огромен, так как многие болезни включают упадок нервной системы (амиотрофный поперечный и множественный склероз). Также многие ранения и инциденты могут ослаблять нервную систему, что приводит к нефункциональным системам и параплегии. Если компьютеры могут управлять нервной системой через нейроэлектронный интерфейс, проблемы, которые ухудшают систему, могут быть взяты под контроль, и эффект заболеваний и травм будет преодолён. При выборе источника питания для подобных приложений нужно решить, использовать стратегию с перезаправкой или без перезаправки. Перезаправляемая стратегия подразумевает, что энергия будет пополняться постоянно или периодически с помощью внешнего звукового, химического, привязного, магнитного или электрического источника. Неперезаправляемая стратегия подразумевает, что вся мощность будет браться из внутреннего хранилища энергии, и произойдёт остановка, когда энергия истощится.
У этой инновации есть ограничение: возможны электрические помехи. Электрические поля, электромагнитные импульсы (ЭМИ) и паразитные поля от других электрических устройств in vivo могут вызывать помехи. Также требуются толстые изоляторы для предотвращения утечки электронов, и высокая проводимость внутренностей организма вызывает риск внезапной потери напряжения и короткого замыкания. Также требуются толстые провода для подвода достаточных уровней напряжения без перегрева. Несмотря на то, что исследования ведутся, практический прогресс пока небольшой. Прокладка структуры проводов очень сложна, поскольку они должны быть точно позиционированы в нервной системе, чтобы они могли отслеживать и отвечать на нервные сигналы. Структуры, которые будут обеспечивать интерфейс, также должны быть совместимыми с иммунной системой тела, чтобы оставаться нетронутыми внутри тела в течение длительного времени. Также эти структуры должны чувствовать ионные токи и быть способными направлять токи в противоположном направлении. Потенциал этих структур впечатляет, но сейчас нет прогнозов по времени, когда они появятся.

## Медицинские применения молекулярной нанотехнологии
Молекулярная нанотехнология — это предполагаемая область нанотехнологии, относящаяся к возможности создания молекулярных ассемблеров, машин, которые могут переупорядочивать материю на молекулярном или атомарном масштабе. Молекулярная нанотехнология сейчас полностью теоретическая, пытается предвидеть, какие изобретения могут появиться в нанотехнологии и предложить планы для решения будущих вопросов. Предполагаемые элементы молекулярной нанотехнологии, такие как молекулярные ассемблеры и нанороботы, находятся далеко за пределами сегодняшних возможностей.

### Нанороботы
Заявления о гипотетической возможности использования нанороботов в медицине утверждают, что это полностью изменит мир медицины, когда будет реализовано. Наномедицина воспользуется этими нанороботами (или вычислительными генами), внедрёнными в тело, чтобы починить или обнаружить повреждения и инфекции. Согласно Роберту Фрайтасу из Института Молекулярной Сборки, типичный работающий в крови медицинский наноробот может быть размером 0,5-3 мкм, поскольку это максимальный размер, допустимый для прохождения через капилляры. Углерод может использоваться как основной элемент для построения этих нанороботов в связи с присущей ему прочностью и другими характеристиками некоторых форм углерода (алмаз, фуллереновые композиты), и нанороботы могут быть собраны на настольных нанофабриках, специализированных для этой задачи.
Работа наноустройств может наблюдаться внутри тела с помощью ЯМР (ядерного магнитного резонанса), особенно если их компоненты будут сделаны в основном из углерода-13, а не натурального изотопа углерода-12, поскольку углерод-13 имеет ненулевой ядерный магнитный момент. Медицинские наноустройства могут быть введены в тело человека, а затем отправиться на работу в нужный орган или ткань. Врач будет наблюдать за прогрессом и проверять, что наноустройства выбрали правильный регион для лечения. Врач также сможет просканировать секцию тела и увидеть наноустройства, сгруппировавшиеся вокруг своей цели (например, опухоли), чтобы убедиться, что процедура прошла успешно.

### Машины ремонта клеток
Используя лекарства и хирургию, врачи могут только помогать тканям чинить себя. Эрик Дрекслер утверждает, что с молекулярными машинами станет возможен ремонт напрямую. Клеточный ремонт будет включать те задачи, которые уже доказаны живыми системами как возможные. Доступ в клетки возможен, поскольку биологи могут вставлять иглы в клетки, не убивая их. Таким образом, молекулярные машины могут входить в клетку. Также все специфические биохимические взаимодействия показывают, что молекулярные системы могут распознавать другие молекулы при соприкосновении, строить или перестраивать каждую молекулу в клетке, и могут разбирать повреждённые молекулы. Наконец, существование размножающихся клеток доказывает, что молекулярные системы могут собирать каждую систему, которая есть в клетке. Следовательно, так как природа демонстрирует простые операции, которые требуются для ремонта клетки на молекулярном уровне, в будущем системы на базе наномашин будут построены так, чтобы умели входить в клетки, находить различия со здоровой клеткой, и вносить модификации в структуру.
Медицинские возможности таких машин ремонта клеток впечатляют. По размеру они сравнимы с вирусами или бактериями, а их компактные части могут помочь им быть более сложными. Ранние машины будут специализированными. Проходя через мембраны, путешествуя через ткани и входя в клетки и вирусы, машины смогут только починить какое-либо молекулярное повреждение вроде повреждения ДНК или нехватку энзимов. Позднее, молекулярные машины будут запрограммированы на большее число возможностей с помощью продвинутых систем искусственного интеллекта.
Нанокомпьютеры потребуются, чтобы управлять этими машинами. Эти компьютеры будут давать машинам команды осматривать, разбирать и перестраивать повреждённые молекулярные структуры. Машины ремонта смогут чинить целые клетки, структуру за структурой. Далее, обрабатывая клетку за клеткой и ткань за тканью, смогут починить целые органы. Наконец, обрабатывая орган за органом, они восстановят здоровье всего тела. Клетки, повреждённые до состояния неактивности, могут быть отремонтированы ввиду возможности наномашины строить клетки с нуля. Исходя из этого, наномашины смогут освободить медицину от зависимости от саморемонта организма.